# طاهر دبلان
طاهر دبلان مؤسس جبهة التحرير الشعبية الفلسطينية عام 1968، انضم إلى منظمة الصاعقة في مؤتمر القاهرة للقوى الفلسطينية عام 1968، لكن دبلان خرج مجدداً من منظمة الصاعقة في مارس 1968 ليؤسس كتائب النصر الفدائية في عمان بالأردن ومعه العقيد عبد الكريم عمر وآخرين، حيث بدت تنظيماً فاعلاً في الساحة الأردنية، فضمت مئات المقاتلين، لكن القصور السياسي وسوء التقدير أديا إلى تلاشيها بعد اعتقال دبلان في عمان بعد أحداث 4 نوفمبر 1968 على يد شرطة الكفاح المسلح الفلسطيني (الشرطة العسكرية) التي سلمته بدورها إلى السلطات الأردنية، التي اتهمته بإطلاق النار على موكب الملك حسين وقيام مجموعته بممارسات مخلة بالأمن في شوارع عمان واربد، واعتقل معه بحدود 100 عضو من مجموعته، أطلق سراح معظمهم بعد العام 1973، وتوفي دبلان في الكويت أواسط السبعينات من القرن الماضي.